# Honor y orgullo
Honor y orgullo é uma telenovela mexicana, produzida pela Televisa e exibida em 1966 pelo Telesistema Mexicano.

## Elenco
- Carlos East
- Aurora Alvarado
- Otto Sirgo
- Pedro Armendáriz Jr.